# 弗賴胡特山
47°10′57″N 11°7′6″E / 47.18250°N 11.11833°E

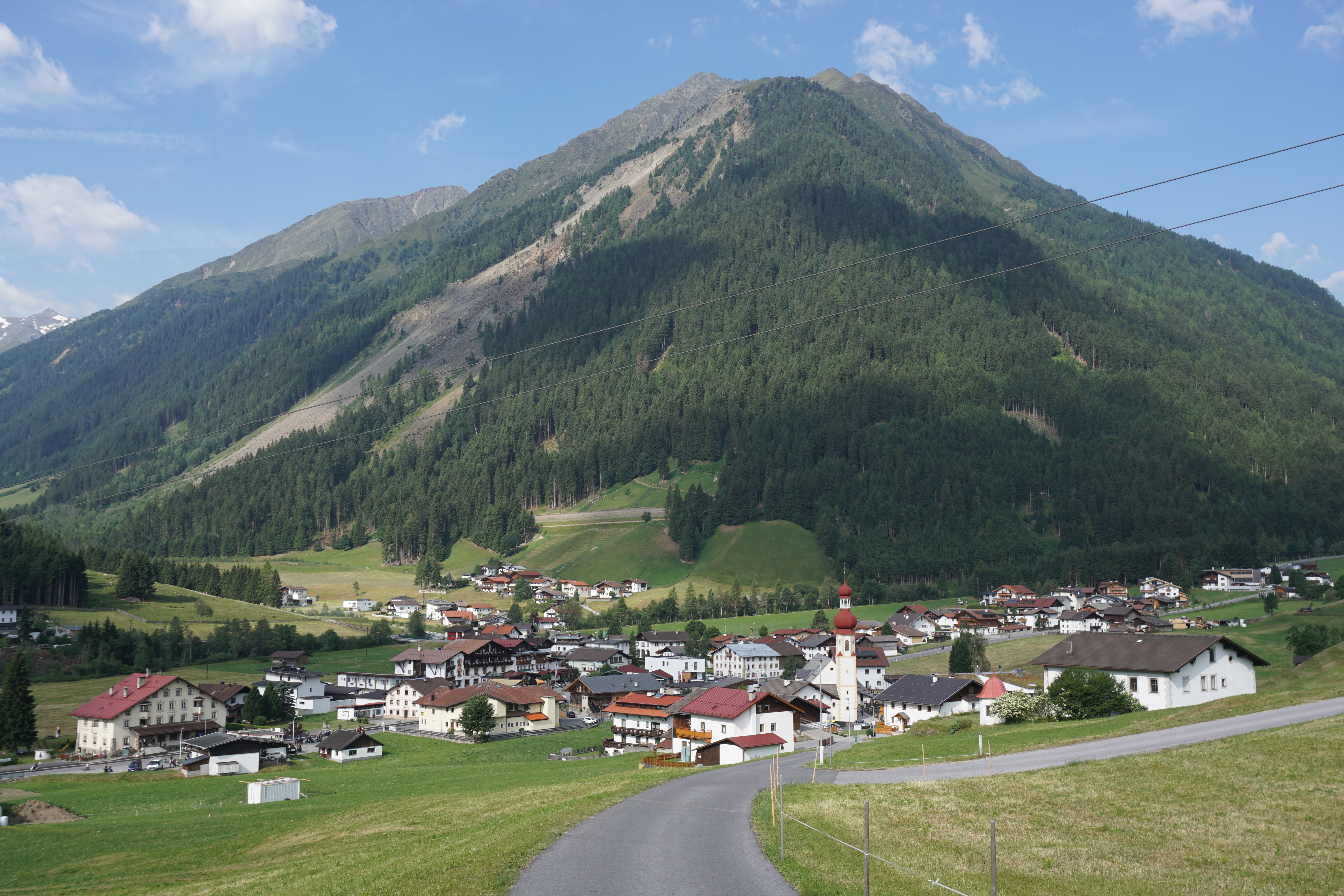

弗賴胡特山（德語：Freihut），是奧地利的山峰，位於該國西部，由蒂羅爾州負責管轄，屬於斯圖拜阿爾卑斯山脈的一部分，海拔高度2,625米，每年平均降雨量1,666毫米，人類在1888年首次登頂。